# جيرترود شتاين
جيرترود شتاين (بالإنجليزية: Gertrude Stein)‏ (3 فبراير 1874 – 27 يوليو 1946) روائية أمريكية، وشاعرة، ومؤلفة مسرحيات، وهاوية جمع تحف فنية. وُلدت في حي غرب أليني في بيترسبرغ، ونشأت في أوكلاند، كاليفورنيا. انتقلت شتاين بعدها إلى باريس في عام 1903، وقضت ما تبقى من حياتها في فرنسا. استضافت شتاين صالونًا أدبيًا في باريس حيث اجتمع رواد الحداثة في الأدب والفنون مثل بابلو بيكاسو، وإرنست همينغوي، وفرنسيس سكوت فيتزجيرالد، وسنكلير لويس، وعزرا باوند، وشيروود أندرسون، وهنري ماتيس.
في عام 1933، نشرت شتاين مذكرة شبه مكتملة عن حياتها في باريس، بعنوان السيرة الذاتية لأليس ب. توكلاس، من منظور رفيقة حياتها السابقة، أليس ب. توكلاس. تصدر هذا الكتاب قائمة أكثر الأعمال الأدبية مبيعًا، وسلط الأضواء على شتاين ودفعها إلى ساحة أدباء التيار العام المشهورين بعد أن كانت أديبة مغمورة ضئيلة الشأن. ومن بين اقتباساتها المشهورة: «الزهرة زهرة زهرة زهرة»، و«لم يعد هناك هناك»؛ يُعد الاقتباس الأخير إشارة لمنزلها في فترة طفولتها في أوكلاند.
تشمل أعمالها: رواية كيو. ي. د. (1903) التي تحكي عن علاقة رومانسية سحاقية بين شتاين وعدة أصدقاء لها؛ ورواية فيرنهرست، وهي قصة خيالية متعلقة بثلاثية حب؛ وحيوات ثلاثة (1905–06)؛ والأمريكيون خلف الكواليس (1902–1911). علقت شتاين على توجهها الجنسي السحاقي في رواية أزرار ناعمة (1914).
صارت أنشطة شتاين خلال الحرب العالمية الثانية محلًا للتحليل والتعليق. ورغم كونها يهودية في فرنسا المُحتلة من قبل النازيين، استطاعت شتاين أن تحافظ على أسلوب حياتها كهاوية جمع تحف فنية بفضل ضابط الحكومة الفيشية المؤثر بيرنارد فاي. وبعد انتهاء الحرب أبدت شتاين إعجابها بأحد معاوني النازية الآخرين، القائد الفيشي مارشال بيتان.

## نشأتها
وُلدت شتاين في 3 فبراير 1874 في مقاطعة أليني، بنسلفانيا (التي اتحدت مع بيترسبرغ في عام 1907) لعائلة يهودية من الطبقة المتوسطة العليا. كانت شتاين أصغر إخوتها الخمسة، وهي ابنة دانيال وأميليا شتاين. كان والدها رجل أعمال ثريًا يمتلك عدة عقارات. تحدثت العائلة باللغتين الإنجليزية والألمانية معًا.
عندما كانت شتاين بعمر الثالثة، انتقلت هي وعائلتها إلى فيينا، ثم إلى باريس. سعت عائلة شتاين إلى زرع روح الثقافة الأوروبية والتاريخ الأوروبي في نفوس أطفالهم بمعاونة المربيات والمعلمين. وبعدها بعام واحد عادت العائلة إلى الولايات المتحدة عام 1878، واستقرت في أوكلاند، كاليفورنيا، حيث صار والدها مديرًا لخطوط الترام في سان فرانسيسكو المملوكة لشركة ماركت ستريت للسكة الحديد، وذلك في الوقت الذي كانت فيه وسائل النقل العامة مملوكة لجهات خاصة. التحقت شتاين بمدرسة السبت اليهودية في أوكلاند. عاشت عائلة شتاين في أوكلاند لأربعة أعوام على قطعة أرض مساحتها 4 أفدنة حيث كونت شتاين العديد من ذكرياتها في كاليفورنيا. خاضت شتاين عدة مغامرات مع أخيها ليو الذي كونت معه علاقة وثيقة. لم تجد شتاين الدراسة الرسمية في أوكلاند مثيرة للاهتمام، ولكنها كانت تقرأ أعمال شيكسبير، وويليام وردزورث، ووالتر سكوت، وروبرت برنز، وتوبياس سموليت، وهنري فيلدينغ، وغيرهم.
توفيت والدتها وهي بعمر الرابعة عشر. وبعدها بثلاثة أعوام توفي والدها هو الآخر. تولى أخوها الأكبر، مايكل شتاين، مقاليد أعمال العائلة، وفي عام 1892، قام مايكل بالترتيبات اللازمة كي تعيش جيرترود وأختها بيرثا في منزل عائلة أمها في بالتيمور.
قابلت شتاين الأختين كلاريبل وإيتا كون في بالتيمور في الصالونات الأدبية التي كانت تستضيفها الأختان مساء كل يوم أحد. قلدت شتاين هاتين الأختين لاحقًا في باريس. أبدى الأختان كون إعجابهما بالفنون والنقاشات التي تدور حولها، وقسما الأدوار المنزلية فيما بينهما بطريقة استنسختها شتاين لاحقًا في علاقتها مع أليس ب. توكلاس.

## مسيرتها الأدبية
شرعت شتاين في تقديم كتاباتها للنشر خلال فترة حياتها في باريس. تعلقت كتاباتها الأولى بالتجارب التي خاضتها في الكلية. وكانت حيوات ثلاثة أول رواية لها تحظى بإعجاب النقاد. وفي عام 1911 تعرفت شتاين على مابل دودج لوهان من خلال ميلدريد ألدريش، وانخرط الزوجان في علاقتهما المثمرة التي لم تدم طويلًا، وفي خلالها روجت مابل دودج الثرية لمنشورات عشيقتها في الولايات المتحدة.
تحمست مابل بشدة لرواية شتاين الجديدة مترامية الأطراف (الأمريكيون خلف الكواليس)، ونشرت بنفسها 300 نسخة من كتاب بورتريه مابل دودج في فيلا كورونيا في ذات الوقت الذي واجهت فيه شتاين صعوبة في إقناع الناشرين بنشر كتاباتها. ساهمت مابل كذلك في التخطيط والترويج لمعرض ترسانة كتيبة المشاة التاسعة والستين بصفته «أول معرض للفنون من نوعه في أمريكا».

بالإضافة إلى ذلك كتبت مابل أول تحليل نقدي لكتابات شتاين التي ظهرت في أمريكا في كتاب بعنوان «تهكنات، أو ما بعد الانطباعية في النثر»، ونشرته في مارس عام 1913. تنبأت مابل بردود أفعال النقاد تجاه أعمال شتاين في كتابها قائلةً:
تبدو كل كلمة في كتابات شتاين كما لو كانت حية. وبصرف النظر عن فحواها، نظمت شتاين كتاباتها بإيقاع جميل ووتيرة جذابة بحيث تقع كلماتها على آذان السامعين وقع الموسيقى العذبة. يفتتن السامعين بكلماتها تدريجيًا كلما وقعت على مسامعهم، ويتخلون عن محاولتهم فهم معانيها بنفس الكيفية التي يقف بها أحدهم أمام إحدى لوحات بيكاسو وهو يتعجب من شكلها هاتفًا: «يا لها من لوحة جميلة!».
تعرفت شتاين على كارل فان فيختن (ناقد أدبي مشهور ومصور فوتوغرافي) في باريس عام 1913. وأضحى الاثنان بعدها صديقين لبقية عمرهما، وابتدع كلاهما أسماءً لتدليل الآخر. نادت شتاين فان فيختن باسم «بابا وجومز»، ونُوديت شتاين هي الأخرى باسم «بيبي وجومز». أضحى فان فيختن راعيًا لأعمال شتاين الأدبية في الولايات المتحدة.

### أمريكا (1934–1935)
وصلت شتاين إلى أمريكا في أكتوبر عام 1934 بعد ثلاثين عامًا من غيابها. وقابلت أفواجًا من المراسلين فور نزولها من باخرة المحيط في نيويورك. ظهرت شتاين على الصفحات الأولى من جرائد نيويورك كلها تقريبًا. أدركت شتاين مدى شهرتها وتأثيرها في الولايات الومتحدة وهي في طريقها إلى فندقها من مانهاتن. عُلقت لافتة مضيئة في ميدان التايمز مُعلنة عن وصولها. شملت جولتها التي استغرقت ستة أشهر 191 يومًا من السفر، وزارت فيها 23 ولاية و37 مدينة. جهزت شتاين محاضراتها التي ألقتها في كل محطة في رحلتها بطريقة منظمة، واقتصر عدد جمهورها إلى 500 متفرج لكل منصة. ألقت شتاين محاضراتها من مذكراتها وجاوبت على أسئلة الجمهور في نهاية العرض.
تباينت ردود الأفعال تجاه قدرة شتاين على إلقاء المحاضرات. فقد أكد بعض الناس أن: «جمهور شتاين لم يفقه شيئًا من محاضراتها على وجه العموم». بينما علق البعض الآخر من مجتمع الطب النفسي على ذلك، ورجحوا أن شتاين كانت تعاني من اضطراب كلامي يُدعى اللجلجة، وهو ما جعلها تتلعثم في كلامها بكثرة. ولكن الرأي السائد هو أن شتاين شخصية مؤثرة ومثيرة للدهشة تمتلك القدرة على جعل سامعيها يفتتنون بكلامها الموسيقي.
دُعيت شتاين لاحتساء الشاي في واشنطن العاصمة مع السيدة الأولى إليانور روزفلت. وزارت الممثل وصانع الأفلام الأمريكي، تشارلي تشابلن، في منزله في بيفرلي هيلز، كاليفورنيا، وناقشت معه مستقبل السينما. غادرت شتاين أمريكا في مايو عام 1935 بصفتها نجمة أمريكية جديدة. تعاقدت شتاين مع الناشر راندوم هاوس الذي وافق على أن يكون أول ناشر لأعمالها الجديدة في الولايات المتحدة.

## روايات
سيرة اليس توكلاس : كتبتها في عام 1933 وقد روت في هذه السيرة قصة حياتها هي.

## روابط خارجية
- جرترود شتاين على موقع IMDb (الإنجليزية)
- جرترود شتاين على موقع الموسوعة البريطانية (الإنجليزية)
- جرترود شتاين على موقع ميوزك برينز (الإنجليزية)
- جرترود شتاين على موقع إن إن دي بي (الإنجليزية)
- جرترود شتاين على موقع ديسكوغز (الإنجليزية)
- جرترود شتاين على موقع قاعدة بيانات الفيلم (الإنجليزية)